# Parigi-Roubaix 1946
La Parigi-Roubaix 1946, quarantaquattresima edizione della corsa, fu disputata il 21 aprile 1946, per un percorso totale di 246 km. Fu vinta dal belga Georges Claes giunto al traguardo con il tempo di 7h13'25" alla media di 34,054 km/h davanti a Louis Gauthier e Lucien Vlaemynck.
I ciclisti che tagliarono il traguardo a Roubaix furono 50.

## Ordine d'arrivo (Top 10)
| Pos. | Corridore            | Squadra            | Tempo    |
| ---- | -------------------- | ------------------ | -------- |
| 1    | Georges Claes        | Rochet             | 7h13'25" |
| 2    | Louis Gauthier       | Follis-Dunlop      | s.t.     |
| 3    | Lucien Vlaemynck     | Alcyon-Dunlop      | s.t.     |
| 4    | Frans Bonduel        | Dilecta            | a 19"    |
| 5    | Camille Danguillaume | Peugeot            | a 29"    |
| 6    | Georges Blum         | Rochet             | s.t.     |
| 7    | Maurice Desimpelaere | Alcyon-Dunlop      | s.t.     |
| 8    | Victor Pernac        | France Sport       | s.t.     |
| 9    | Joseph Soffietti     | Rhonson            | s.t.     |
| 10   | Marcel Kint          | Mercier-Hutchinson | s.t.     |